# Триперстка африканська
Триперстка африканська (Turnix sylvaticus) — вид сивкоподібних птахів родини триперсткових (Turnicidae).

## Поширення
Вид поширений в Субсахарській Африці, на півдні Аравійського півострова, в Південній та Південно-Східній Азії (включаючи Тайвань та Філіппіни). Також окремі популяції в Північній Африці (Марокко, Алжир), Південній Європі (Іспанія, Португалія, Сицилія) та Індонезії (Ява, Балі, Ломбок, Нуса-Пеніда, Бавеан). Популяції в Північній Африці та Південній Європі знаходяться на межі вимирання (на Сицилії та в Португалії, ймовірно, птах вимер). Трапляється у степах, саванах, полях, луках, узліссях.

## Опис
Дрібний птах завдовжки 13-16 см, вагою 32-74 г. Самиці більші за самців. Тіло округле і компактне, шия дуже коротка, а голова маленька. Крила широкі, завдовжки 8-10 см, хвіст короткий і клиноподібний. Ноги трипалі з короткими кігтями. Очі великі, жовті, дзьоб тонкий, злегка зігнутий донизу. Носові отвори знаходяться приблизно по середині дзьоба. Верхня частина тіла та хвіст темно-коричневі з темним лускатим малюнком, махові пера чорно-коричневі, а криючі крил жовто-коричневого кольору з чорними плямами. Червоні кольори домінують на потилиці і на лобі. Лице світло-коричневе, вкрите маленькими, темними цятками. Світло-сіре горло розділене темно-сірою смугою. Шия і боки покриті чорними плямами. Черево біле. Дзьоб птаха темно-сірий, ноги від жовтого до жовто-сірого кольору.

## Спосіб життя
Наземний птах. Трапляється парами або невеликими групами до 5 птахів. Живиться насінням та комахами. Токування починається в різний час залежно від області поширення: в Південній Європі та Африці — навесні, в Південній Азії — в сезон дощів, в Східній Африці — в січні. Самиця спаровується з декількома самцями. Гніздо з гілок і стеблинок діаметром 20 см споруджується на землі між кущами і у високій траві. Самиці відкладає 4-5 яєць, червонувато-білого кольору з сірими цятками. Спочатку кладку насиджує самиця, потім самець. Інкубація триває 12-14 днів. Пташенята залишають гніздо і слідують за батьками вже через кілька днів. У віці 2-х тижнів вони встають на крило, через 3 тижні вони залишають своїх батьків, а через кілька місяців вони вже стають статевозрілими. За рік може відбуватися декілька кладок.